# Breguet 19
El Breguet 19 o Breguet XIX fou un avió militar utilitzat com a bombarder lleuger i com a avió de reconeixement, construït per la companyia francesa Breguet Aviation a començaments dels anys 1920. A l'estat espanyol va estar en servei entre les dècades de 1920 i 1930. A l'inici de la guerra civil espanyola juntament amb el Nieuport 52 varen ser els avions més utilitzats en el conflicte, tant per part de l'Exèrcit Popular de la República com pel dels sublevats. Aquest avió es podia trobar a tots els camps d'aviació de les FARE (Fuerzas Aéreas de la República Española).
També era l'avió utilitzat per l'Armée de l'Air (Forces Aèries Franceses), on es va fer famós per algunes travessies de llarga distància sense escales, com la de l'oceà Atlàntic entre d'altres.

## Història
L'enginyer Marcel Vuillerme, cap de dissenys del Departament d'Estudis Breguet a Vélizy, va dissenyar el Breguet 19, com a desenvolupament del model anterior, el Breguet 14. El Breguet XIX va ser dissenyat pensant en un bombarder biplaça lleuger o un avió de reconeixement, i estava equipat amb dos motors Breguet-Bugatti, de 8 cilindres en línia, refrigerats per líquid, que comptava amb 450 CV i 2.000 RPM, comandant dues hèlixs bi-pales sobre el mateix eix, carenat amb un gran caputxó. Aquest model va ser presentat al Saló Aeri de París el novembre del 1921 i el maig del 1922 va fer el seu primer vol a l'aeròdrom de Villacoublay pilotat per Robert Thiéry, un pilot de proves de la casa Breguet, equipat amb un motor Renault 12 Kb de 12 cilindres en V, també de 450 CV.
Del Br.14 es van construir fins a 11 prototips amb diverses motoritzacions i, finalment, el govern francès el va encomanar per a l'Armée de l'Air l'any 1923. Paral·lelament, la casa Breguet va organitzar diversos esdeveniments esportius per a donar a conèixer el nou model.
El Breguet 19 era un aparell espectacular per a l'època, de construcció mixta de metall i tela. L'estructura del fuselatge, de secció oval, i la part davantera eren de duralumini. Les ales eren d'estructura de tipus sesquiplà i estaven fetes amb dos tubs metàl·lics que feien de llarguer amb costelles de fusta i recobertes de contraxapat i tela. L'ala superior tenia les superfícies de control. El tren d'aterratge era fix i amb amortidors de goma i les rodes davanteres estaven unides per un eix comú al patí de cua. Tenia lloc per dos tripulants: el pilot, que estava situat a l'altura de la sortida de l'ala superior i l'artiller, que anava situat a la part posterior.
Els principals motors utilitzats en aquest aparell foren:
- Renault 12Kb de 450 CV, 12Kd de 480CV – 12 cilindres en V
- Lorraine-Dietrich 12Db de 400 CV - 12 cilindres en V
- Lorraine-Dietrich 12Eb de 450 CV, 12Ed (igual però amb reductora) – 12 cilindres en W
- Hispano Suiza 12Ha de 450 CV, 12Hb de 500 CV – 12 cilindres en V
- Farman 12We de 500 CV – 12 cilindres en W
- Gnome-Rhône 9Ab Jupiter de 420 CV – 9 cilindres en estrella

Normalment actuaven sobre l'hèlix de fusta de dues pales.

### Fets Esportius
- 12 de març de 1923: El pilot Robert Thiéry va establir el rècord d'altura Carregat amb 500 kg va assolir els 5.992 metres, superant el rècord anterior de 5.600 metres.[4]
- 1926: Els capitans Gallarza, Loriga i Esteve i els sergents mecànics Pérez, Calvo i Arozamena, amb tres Br. 19 batejats amb els noms de Fernando de Magallanes, López de Legazpi i Sebastián Elcano van realitzar un raid entre Cuatro Vientos (Madrid) i Manila (Filipines), però només va arribar el Sebastián Elcano, tripulat pels capitans Gallarza i Loriga, havent volat 17.050 km en 111 hores.[5]
- Octubre del 1927: Dieudonné Costes i Joseph Le Brix Travessa de l'Atlàntic sud, de Saint-Louis del Senegal fins a Natal al Brasil, a bord del Nungesser et Coli en honor dels aviadors del mateix nom que van morir en l'intent de travessia de l'Oiseau Blanc.
- 1928: Vol a Sevilla – Naziriyah (Iraq) de 4.700 km en 27 hores, primer intent del Jesús del Gran Poder de batre el record de distància sense escales, tripulat pels capitans Jiménez i Iglesias, que van ser obligats a aterrar per mal temps.
- 24 de març de 1929: els aviadors Jiménez i Iglesias, a bord del Jesús del Gran Poder van envolar-se de l'aeroport de Tablada a Sevilla amb la intenció de volar sense escales fins a Rio de Janeiro, però a causa de forts vents es van veure obligats a aterrar a Camassary prop de Bahia (Brasil), després de volar 44 hores i d'haver fet 6.500 km, no ho van aconseguir. Després van continuar volant per Sud-amèrica, fent la ruta Rio de Janeiro, Montevideo (Uruguai), Buenos Aires (Argentina), Santiago de Xile (Xile), Arica (Xile), Lima (Perú), Paita Perú, Colón (Panamà), Managua (Nicaragua) i Guatemala. Van arribar el 17 de maig de 1929 a l'Havana (Cuba), havent volat 200.000 km.[6]
- 1 de setembre de 1930: els aviadors Dieudonné Costas i Maurice Bellonte travessen Atlàntic nord de París a Nova York en 37 hores i 17 minuts sense escales.
- 9 de juny de 1933: va envolar-se el Cuatro Vientos amb la tripulació composta pel tinent pilot Joaquin Collar i el capità navegant Mariano Barberán, de la base aèria de Getafe, dirigint-se a Tablada (Sevilla), per envolar-se l'endemà amb direcció a Camagüey (Cuba), on va arribar l'11 de juny, després de 40 hores de vol, des d'on es va dirigir cap a la ciutat de Mèxic, però malauradament va desaparèixer durant el recorregut damunt la península de Yucatán.[7]

## Dades Tècniques (Breguet 19 A.2)
- Llargada: 9,1 metres
- Amplada: 14,86 metres
- Alçària: 3,34 metres
- Pes en buit: 1.722 kilograms
- Pes a l'envol: 3.110 kilograms
- Velocitat màxima: 230 km/h
- Velocitat de creuer: 175 km/h
- Sostre: 6.900 metres

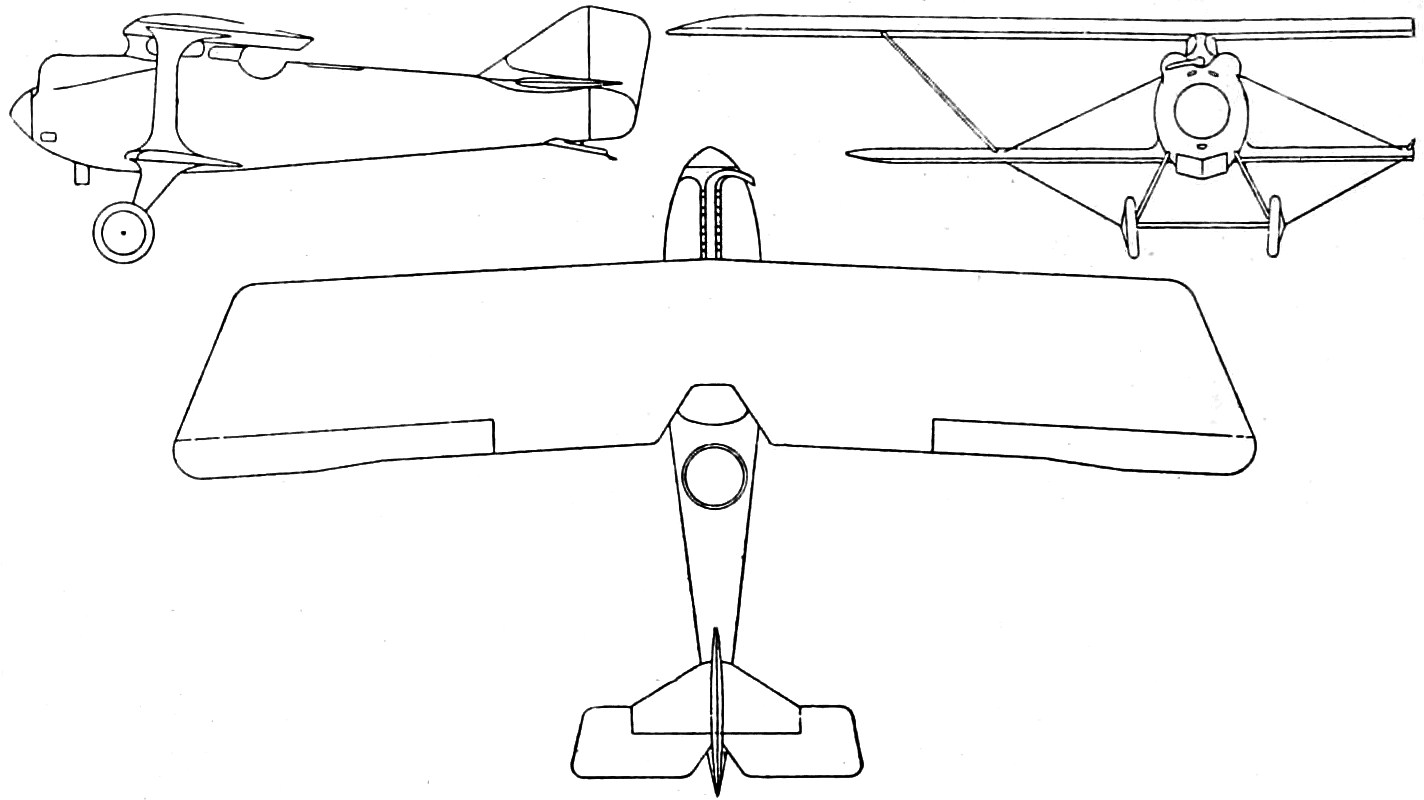
Breguet XIX

- Autonomia: entre 800 i 1.200 kilòmetres
- Tripulació: 2 persones (pilot i artiller)
- Armament: 1 metralladora al capó sincronitzada amb hèlix i 2 en muntatge bessó al darrere tipus Vickers k de calibre 7,62 mm, i fins a 800 kg de bombes[8][9]

## Teatre d'Operacions

### Espanya
Es van encarregar 30 unitats a Breguet, de les quals 19 van arribar des de França i la resta es van muntar amb peces franceses. Seguidament, es va aconseguir la llicència per a ser construïts a Espanya per CASA (Construcciones Aeronáuticas Sociedad Anónima), on es van arribar a construir fins a uns 200 aparells dels models Br.19 A.2 i Br. 19 B.2, principalment.
Van intervenir a la guerra del Marroc (insurrecció del Riff), i també van estar en el desembarcament d'Alhucemes, actuant en els diferents raids enumerats anteriorment.
A l'inici de les hostilitats de la guerra civil els Br. 19 de les FARE estaven repartits en el territori espanyol de la següent manera: el grup 1, establert a l'Àfrica, amb aparells distribuïts entre Tetuan, Melilla, Larache,i Cap Juby (Sàhara), el grup 21 establert a Lleó, el grup 22 establert a Sevilla, el grup 23 establert a Logronyo i el grup 31 establert a Getafe. Quedant en mans de les FARE uns 100 aparells, i en mans dels revoltats uns 83. És per això que va ser l'avió més emprat al començament de la guerra. També pel mateix motiu, va tenir la trista sort de ser dels primers aparells abatuts en els dos bàndols.
Amb l'arribada d'aparells tecnològicament més nous, van ser rellevats gradualment a tasques menys arriscades. I encara que gairebé tots els del bàndol republicà van ser destruïts, en les forces revoltades hi van quedar uns 6 aparells.

### França
A l'Armée de l'Air el 1922 hi van arribar 11 prototips, amb diferents motoritzacions. Per la seva avaluació, que va tenir lloc a l'agost de 1922, va produir una comanda de 112 avions del model Br. 19 A.2, poc després, una altra comanda de 150 del model Br. 19 B.2 al 1923. Així doncs, van arribar a servir fins a 1.000 unitats dels diversos tipus tant d'observació, com bombarders de dia com de nit. Que en principi van operar en els Regiments núm. 32, 33, 34, i 35, equipats amb els Br. 19 A.2, i al juny de 1926 també es va equipar el regiment d'Aviació de Bombardeig núm. 11 amb Br. 19 B.2.
Aquests aparells van servir entre altres feines per reprimir revoltes en les colònies africanes de França. Al final de la seva vida militar van restar com a transports de viatgers, també a l'Àfrica.

### Altres Teatres d'Operacions
- A l'Argentina a les Forces Aèries Argentines hi van operar 25 aparells.
- A Bèlgica a les Forces Aèries Belgues, es van vendre sis aparells el 1924, adquirint després la llicencia, i es van fabricar en SABCA (Société Anonyme Belge de Construccions Aéronautiques) i en el temps comprès entre 1926 i 1930, fins a 146 aparells dels models A2 i B2.
- A Bolívia Les Forces Aèries Bolivianes van comprar 15 aparells, que es van utilitzar a la guerra del Xaco contra Paraguai.
- Al Brasil el Serviço de Aviação Militar va operar amb 5 aparells.
- A Croàcia les Zrakoplovstvo Nezavisne Države Hrvatske va utilitzar 46 avions en missions antipartisanes.
- A Grècia la Polemikí Aeroporía (Forces Aèries Hel·lèniques), van comprar 30 aparells del model Br. 19 A2, i alguns van ser utilitzats durant la invasió de les forces italianes el 1940 per informar dels moviments de les tropes italianes.
- A l'Iran, les Imperial Iranian Air Force hi van operar dos aparells.
- A Iugoslàvia les Forces Aèries Iugoslaves van comprar 100 aparells del model Br. 19 A2 el 1924, i poc després, la llicència per construir-los a una nova factoria a Kraljevo, on els 85 primers es van muntar amb peces franceses, passant a ser producció pròpia la resta, fins a 215 aparells. Els primers 150 aparells estaven equipats amb motors Lorreine-Dietrich de 500 CV, després amb Hispano Suiza 12Hb. Després es van muntar en els 100 darrers motors de 9 cilindres en estrella Gnome-Rhône 9Ab Jupiter de 420 CV, encara que hi ha discrepàncies en els aparells construïts a Iugoslàvia. Alguns aparells van tenir intervencions durant la segona guerra, i van acabar tots destruïts.
- El Japó, segons algunes informacions, va adquirir aparells i la llicència i en va fabricar alguns en les indústries de Nakajima. És un fet que en va utilitzar 2 pel diari Asahi Shimbun
- A Polònia a les Sily Powietrzne Rzeczypospolitej Polskiej van arribar a tindre uns 250 aparells dels models Br. 19 A2 i Br. 19 B2, equipats amb motors Lorraine-Dietrich 12Eb de 450 CV, entre 1925 i 1930. 20 d'aquests avions, van ser reformats per convertir-los en models de reconeixement de llarg abast, sent retirats de combat entre 1932 i 1937, però van ser utilitzats com ensinistradors fins al 1939. No van entrar en combat durant la invasió de Polònia al començament de la segona guerra, i molts aparells van ser destruïts a terra.
- El Regne Unit en va comprar un per provar-lo.
- A Romania en van adquirir 50 aparells dels models Br. 19 A2 i Br. 19 B2 el 1927, i el 1930, 108 del model Br. 19 B2 i 5 del Br. 19.7, que van restar en servei fins al 1938.
- A Turquia primer es van adquirir 20 del model Br. 19 B2 i al 1932 50 del model Br. 19 .7.
- La Unió Soviètica en va comprar un per provar-lo.
- A Veneçuela hi van actuar 12 aparells.
- A la Xina hi van operar fins a 74 aparells.[12][13]

## Models
- Br. 19.01: El primer prototip, equipat primer amb 2 motors Breguet-Bugatti, motors de 8 cilindres en línia, per la seva presentació al Saló Aeronàutic de París, i després amb el motor Renault 12Kb, que es va envolar al maig de 1922.
- Br. 19.02 – Br. 19.11: La sèrie de 10 Prototips amb el fuselatge allargat 60 cm i equipats amb diferents motors per avaluació de l'Armée de l'Air.
- Br. 19 A.2: La versió de reconeixement i observació, capaç de carregar 120 kg. de bombes.
- Br.19 B.2: La versió de bombardeig, igual al model anterior, però amb la capacitat de bombes incrementada fins als 800 kg.
- Br. 19 Cn.2s: Els 40 aparells transformats com a bombarders de nit, que van equipar 4 esquadrons. Quan van quedar obsolets, els van retirar a feines secundàries el 1934.
- Br. 19 GR ("Gran Raid"): Veient els resultats dels raids a escales, el Louis Breguet va decidir modificar tres aparells: de sèrie núm. 1685, 1686, i 1687, per augmentar l'autonomia, traient l'armament, augmentant l'envergadura de l'ala superior en 2 metres, augmentant els plans de cua, endarrerint el lloc de pilotatge per deixar lloc a dos dipòsits addicionals d'una capacitat total de 2.250 litres, i dos dipòsits laterals de 350 litres cadascun. També la capacitat de l'oli va passar de 35 litres a 100 litres. Denominats com els Breguet 19 GR "Tres Mil Litres", van rebre diferents motoritzacions, el primer va ser un Farman 12We de 12 cilindres en W, el segon un Renault 12K 12 cilindres en V també de 500 CV, mentre que el tercer muntava un motor Hispano Suiza 12Hb també 12 cilindres en V de 500/550 CV. Amb aquests avions es van aconseguir diversos rècords, tant de distància com d'altitud.[14]
- Br. 19 TR "Bidon" (Petrol Can): A causa de la travessia a l'Atlàntic el 1927, va esdevenir una qüestió política i de supremacia aèria: la travessia dels oceans sense escales. Per això, el Breguet va construir-ne 5 prototips de tres places anomenats TR per als transatlàntics, que principalment es basaven en un augment de la capacitat interior de combustible i un reforç de l'estructura en general, i del tren d'aterratge en especial. Els dipòsits interiors es componien d'un gran dipòsit al centre de gravetat de 2.990 litres, que constituïa la part central del fuselatge. Al darrere un altre dipòsit de 750 litres i a l'ala superior, un altre dipòsit de 4.125 litres. A més, s'hi va instal·lar la telegrafia sense fils. La CASA va construir 2 aparells: el primer, amb cabina tancada, era el de Jesús del Gran Poder i el segon, amb cabina oberta, el Cuatro Vientos, tots dos amb el motor Lorraine 12 Ebr de 480 CV. Els francesos van rebre els motors d'Hispano Suiza 12Lb de 600 CV, Lorraine 12 Ebr o Renault 12 kg de 550/600 CV. Amb aquest model d'avió també es van batre diversos rècords.
- Br. 19 TF "Super Bidon": Presentat per Breguet a finals del 1928 com una versió millorada del Br. 19 TR. Les millores consistien a allargar el fuselatge en 1'2 m, allargar les ales fins a 18'30 m i augmentar la capacitat de combustible intern fins a 5.370 litres, que arribaven a 6.570 litres amb dos dipòsits exteriors sota les ales. El primer envol va tenir lloc a Villacoublay el 29 de maig del 1929 i amb el ple total de tots els dipòsits va necessitar tota la pista per envolar-se.[15]
- Br.19ter: Aprofitant l'experiència del Br. 19 TR, prototip experimental d'observació dotat del motor Hispano Suiza 12Lb de 600 CV. Tenia les ales de planta el·líptica i plans verticals corbats. Ofert per exportació el 1928.
- Br. 19.7: Els 5 aparells retornats per Iugoslàvia el 1930 per ser reformats amb ales de perfil el·líptic, incrementant l'amplada fins a 14'99 m i la longitud a 9'6 m, incorporant suports en el fuselatge i sota les ales i canviant el motor per un d'Hispano Suiza 12Nb de 600 CV. Es van lliurar a Romania 5 aparells al mateix temps, i el 1933, Turquia va encarregar 50 aparells més. Va ser el darrer model fabricat per Breguet i assolia una velocitat de 242 km/h.
- Br. 19.8: El prototip, procedent de Iugoslàvia, va ser provat per Breguet amb el motor Gnome-Rhône 14Kbrs de 14 cilindres en estrella (7+7) i de 690 CV, com a possible motorització de 50 aparells Br. 19.7.. Aquesta versió equipava el motor Wright-Cyclone GR-1820-F-56 de 9 cilindres en estrella i de 780 CV. Amb aquesta configuració final assolí els 279 km/h a 2.500 m d'altitud.
- Br. 19.9: Prototip iugoslau amb motor Hispano Suiza 12Ybrs de 12 cilindres en V de 860 CV.
- Br. 19.10: Un altre prototip iugoslau amb motor Lorraine 12Hfrs Petrel de 12 cilindres en V de 720 CV. Provat el 1935.[16]

## Aparells Conservats

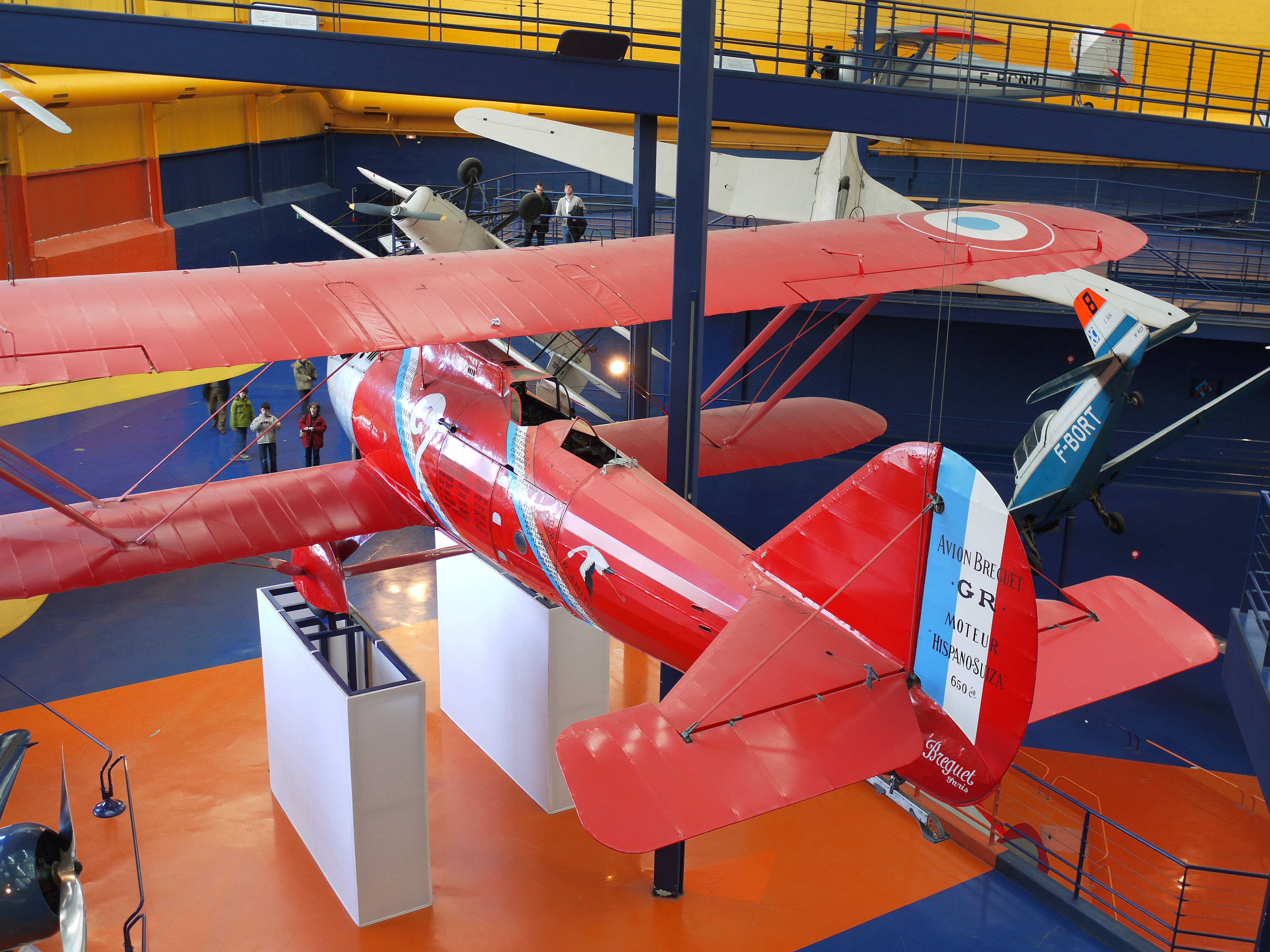
Br. 19 TF "Super Bidon" en el Musée de l'Air et de l'Espace a Le Bourget

- CASA Br.19 TR "Bidon" Jesús del Gran Poder en el Museo del Aire a Cuatro Vientos (Madrid)
- Br. 19 GR núm. 1685 Nungesser et Coli a Musèe de l'Air et de l'Espace a Le Bourget prop de París.
- Br. 19 TF "Super Bidon" Point d'Interrogation també a Musèe de l'Air et de l'Espace